# 喋血街頭2
《喋血街頭2》（又译作）是一個由Running with Scissors用魔域幻境引擎製作的第一人稱射擊遊戲，它是《喋血街頭系列》的第二代。遊戲在2003年4月14日發售，于隔年8月发布拓展包《大灾变周末》，在2012年11月2日通过Steam青睐之光上架Steam销售。在《喋血街頭Ⅲ》失败后，RWS在2015年4月15日发布了此游戏的DLC《喋血街头2：失乐园》（POSTAL 2: Paradise Lost）。在2017年7月22日对本体更新了简体中文字幕及国语配音。

## 剧情介绍
过一週邮差Dude的生活，做倒霉的普通人做的寻常杂事：买牛奶，去图书馆还书，找Gary Coleman要签名，到底哪里出错了呢？

## 評價
| 評論          |        |
| 評論媒體      | 分數   |
| Game Informer | 7.5/10 |
| 合計的評論    |        |
| 評論媒體      | 分數   |
| Metacritic    | 50/100 |
| Game Rankings | 60%    |

游戏在GameRankings和Metacritic的汇总得分为60%和50分。《Game Informer》打出了7.5分。